# 1962-es labdarúgó-világbajnokság (döntő)
Az 1962-es labdarúgó-világbajnokság döntőjét 1962. június 17-én rendezték a santiagoi Estadio Nacional-ban. Ez volt a labdarúgó-világbajnokságok történetének hetedik fináléja. A döntőben Brazília és Csehszlovákia találkozott.
A világbajnoki címet Brazília hódította el, miután 3–1-re megnyerte a mérkőzést. Ezzel a Seleção története második világbajnoki címét szerezte.
Brazília az 1950-es Uruguay–Brazília mérkőzés figyelembevételével a vb-k történetében már harmadszor került döntőbe, ami 1962-ben egyedülálló volt.

## Út a döntőig

### Eredmények
| Csapat        | M | Gy | D | V | G+ | G– | Gk | P |
| ------------- | - | -- | - | - | -- | -- | -- | - |
| Brazília      | 3 | 2  | 1 | 0 | 4  | 1  | +3 | 5 |
| Csehszlovákia | 3 | 1  | 1 | 1 | 2  | 3  | –1 | 3 |
| Mexikó        | 3 | 1  | 0 | 2 | 3  | 4  | –1 | 2 |
| Spanyolország | 3 | 1  | 0 | 2 | 2  | 3  | –1 | 2 |

| Csapat        | M | Gy | D | V | G+ | G– | Gk | P |
| ------------- | - | -- | - | - | -- | -- | -- | - |
| Brazília      | 3 | 2  | 1 | 0 | 4  | 1  | +3 | 5 |
| Csehszlovákia | 3 | 1  | 1 | 1 | 2  | 3  | –1 | 3 |
| Mexikó        | 3 | 1  | 0 | 2 | 3  | 4  | –1 | 2 |
| Spanyolország | 3 | 1  | 0 | 2 | 2  | 3  | –1 | 2 |

## A döntő részletei
| 1962. június 17. 14:30 CLT UTC-4 |

| Brazília                       | 3–1               | Csehszlovákia |
| ------------------------------ | ----------------- | ------------- |
| Amarildo 17' Zito 69' Vavá 78' | (1–1) Jegyzőkönyv | Masopust 15'  |

| Estadio Nacional, Santiago Nézőszám: 68 679 Játékvezető: Nyikolaj Latisev (szovjet) |

| Brazília | Csehszlovákia |

| BRAZÍLIA:            |    |               |
|                      |    |               |
| GK                   | 1  | Gilmar        |
| DF                   | 2  | Djalma Santos |
| DF                   | 3  | Mauro Ramos   |
| DF                   | 5  | Zózimo        |
| DF                   | 6  | Nílton Santos |
| MF                   | 4  | Zito          |
| MF                   | 8  | Didi          |
| FW                   | 7  | Garrincha     |
| FW                   | 19 | Vavá          |
| FW                   | 20 | Amarildo      |
| FW                   | 21 | Mário Zagallo |
| Szövetségi kapitány: |    |               |
| Aymoré Moreira       |    |               |

| CSEHSZLOVÁKIA:       |    |                   |
|                      |    |                   |
| GK                   | 1  | Viliam Schrojf    |
| DF                   | 12 | Jiří Tichý        |
| DF                   | 4  | Ladislav Novák    |
| DF                   | 5  | Svatopluk Pluskal |
| DF                   | 3  | Ján Popluhár      |
| MF                   | 6  | Josef Masopust    |
| MF                   | 17 | Tomáš Pospíchal   |
| FW                   | 8  | Adolf Scherer     |
| FW                   | 19 | Andrej Kvašňák    |
| FW                   | 18 | Josef Kadraba     |
| FW                   | 11 | Josef Jelínek     |
| Szövetségi kapitány: |    |                   |
| Rudolf Vytlačil      |    |                   |

| - Partjelzők: - Leo Horn - Robert Davidson |

| Az 1962-es labdarúgó-világbajnokság győztese |
| -------------------------------------------- |
| BRAZÍLIA 2. cím                              |

## Külső hivatkozások
- FIFA.com, World Cup 1962 Archiválva 2010. május 10-i dátummal a Wayback Machine-ben